# Садовое (Мичуринский сельский округ)
Садовое — бывшее село в Зеленовском районе Западно-Казахстанской области Казахстана. Входило в состав Мичуринского сельского округа. Упразднено в 2011 году. Находилось примерно в 41 км к востоку от села Перемётное.

## Население
По данным 1999 года, в селе не было постоянного населения. По данным переписи 2009 года, в селе проживало 48 человек (23 мужчины и 25 женщин).